# Baye (Finistère)
Baye település Franciaországban, Finistère megyében. Lakosainak száma 1363 fő (2022. január 1.). Baye Mellac, Moëlan-sur-Mer, Quimperlé és Riec-sur-Bélon községekkel határos.

## Népesség
A település népességének változása:
| Lakosok száma | 414  | 781  | 895  | 1064 | 1139 | 1143 | 1149 | 1239 | 1281 | 1363 |
|               | 1968 | 1982 | 1990 | 2006 | 2013 | 2015 | 2017 | 2019 | 2020 | 2022 |